# Episodi di Richard Diamond (seconda stagione)
La seconda stagione della serie televisiva Richard Diamond è andata in onda negli Stati Uniti dal 2 gennaio 1958 al 26 giugno 1958 sulla CBS.
| nº | Titolo originale      | Prima TV USA     | Titolo italiano | Prima TV Italia |
| -- | --------------------- | ---------------- | --------------- | --------------- |
| 1  | The Space Society     | 2 gennaio 1958   |                 |                 |
| 2  | The Dark Horse        | 9 gennaio 1958   |                 |                 |
| 3  | The Payoff            | 16 gennaio 1958  |                 |                 |
| 4  | Double Jeopardy       | 23 gennaio 1958  |                 |                 |
| 5  | Arson                 | 30 gennaio 1958  |                 |                 |
| 6  | The Ed Church Case    | 6 febbraio 1958  |                 |                 |
| 7  | Chinese Honeymoon     | 13 febbraio 1958 |                 |                 |
| 8  | Rodeo                 | 20 febbraio 1958 |                 |                 |
| 9  | A Cup of Black Coffee | 27 febbraio 1958 |                 |                 |
| 10 | The George Dale Case  | 6 marzo 1958     |                 |                 |
| 11 | Juvenile Jacket       | 13 marzo 1958    |                 |                 |
| 12 | Pension Plan          | 27 marzo 1958    |                 |                 |
| 13 | Short Haul            | 10 aprile 1958   |                 |                 |
| 14 | Another Man's Poison  | 17 aprile 1958   |                 |                 |
| 15 | The Purple Penguin    | 24 aprile 1958   |                 |                 |
| 16 | Lost Testament        | 1º maggio 1958   |                 |                 |
| 17 | The Percentage Takers | 8 maggio 1958    |                 |                 |
| 18 | Widow's Walk          | 22 maggio 1958   |                 |                 |
| 19 | The Bungalow Murder   | 29 maggio 1958   |                 |                 |
| 20 | One Foot in the Grave | 12 giugno 1958   |                 |                 |
| 21 | Snow Queen            | 26 giugno 1958   |                 |                 |

## The Space Society
- Prima televisiva: 2 gennaio 1958
- Diretto da: Leigh Jason
- Scritto da: David Chantler

### Trama
- Guest star: Robert Dix (Jim), Stephen Chase (capitano Savvo), Douglas Dick (Cronin), Ellen Corby (Harriet Smith), Luis Van Rooten (Grant)

## The Dark Horse
- Prima televisiva: 9 gennaio 1958
- Diretto da: Leigh Jason
- Scritto da: David Chantler

### Trama
- Guest star: David Alpert (Dean), Larry Thor (Michaud), Jack Elam (Danny Boy), Russ Conway (Alec Bruce), Frances Mercer (Allison Garvey), Robert Shayne (Mike Coleman)

## The Payoff
- Prima televisiva: 16 gennaio 1958
- Diretto da: Tom Gries
- Scritto da: Ellis Kadison

### Trama
- Guest star: Barbara Pepper (Mrs. Brady), Jay Adler (Herbie Wilkins), Al Avalon (Eddie Bell), Bobby Jordan (Connie Thorpe), Bartlett Robinson (Otto Carl), Doris Dowling (Marion Carl), Henry Corden (Turk Stell), Peter Hansen (Frank Bonner)

## Double Jeopardy
- Prima televisiva: 23 gennaio 1958
- Diretto da: Tom Gries
- Scritto da: Edmund Morris

### Trama
- Guest star: Albie Gaye (Operator), Lewis Martin (Vice-President), Hugh Sanders (Lew Granger), Tom Greenway (tenente Peters), Barbara Eiler (Mrs. Tanner), Fredd Wayne (Tom Tanner), Robert Burton (Fred Hart)

## Arson
- Prima televisiva: 30 gennaio 1958

### Trama
- Guest star: Regis Toomey (tenente McGough), Tom McKee (pompiere), William Swan (Jerry Fenton), Gail Ganley (Celia Devon), Sarah Selby (Mrs. Brubaker), Robert Foulk (Sal Prince), Joseph Mell (Fred Wilkins), Jay Novello (Bernie Beanly), Lester Matthews (Frank Grace)

## The Ed Church Case
- Prima televisiva: 6 febbraio 1958
- Diretto da: Leigh Jason
- Soggetto di: Russ Leadabrand

### Trama
- Guest star: Roscoe Karns (Ed Church), Dan Barton (George King), Milt Hamerman (Jake), James Flavin (Sam Cooper), Vic Morrow (Joe Rovi), Jill Jarmyn (Lois Baker)

## Chinese Honeymoon
- Prima televisiva: 13 febbraio 1958
- Diretto da: Mark Sandrich, Jr.
- Scritto da: David Chantler

### Trama
- Guest star: James Hong (giovanotto), Melinda Markey (infermiera), Hugh Lawrence (tenente Harris), Victor Sen Yung (Magan), Weaver Levy (Lee), Ted de Corsia (Albert Stewart), Peter Chong (Fong), Keye Luke (dottor Lin Chang), Lisa Lu (Cassia)

## Rodeo
- Prima televisiva: 20 febbraio 1958
- Diretto da: James Sheldon
- Scritto da: Ellis Marcus

### Trama
- Guest star: Regis Toomey (tenente McGough), George Cisar (Pete Balsam), John Compton (Bud Lee), Harry Lauter (Charles Decker), Lee Van Cleef (Ed Murdock), Barbara Baxley (Marcy Murdock), Dan Blocker (Cloudy Sims)

## A Cup of Black Coffee
- Prima televisiva: 27 febbraio 1958
- Diretto da: John Rich
- Scritto da: David Chantler

### Trama
- Guest star: Joe Haworth (Smith), Peter Leeds (Green), Douglas Fowley (Bailey), Gloria Talbott (Jenny), Herb Vigran (George)

## The George Dale Case
- Prima televisiva: 6 marzo 1958
- Diretto da: Richard Whorf
- Scritto da: Richard Carr, Sidney Michaels
- Soggetto di: Richard Carr

### Trama
- Guest star: Regis Toomey (tenente McGough), Virginia Gregg (Vivian), Dale van Sickel (Burglar), Art Lewis (Henry), Laurie Mitchell (Dolly), Mario Siletti (Tony the Barber), Kathy Case (Sally), John Hoyt (Burnison), Jack Lambert (Gus), Jean Willes (Madge)

## Juvenile Jacket
- Prima televisiva: 13 marzo 1958
- Diretto da: Richard Whorf
- Scritto da: Gene Lesser, Sidney Michaels

### Trama
- Guest star: Catherine Warren (Mrs. Houseman), Adrienne Marden (Mrs. Bond), Byron Foulger (Legett), Steve Terrell (George Bond), Harry Jackson (Cole), Nick Adams (Mickey Houseman)

## Pension Plan
- Prima televisiva: 27 marzo 1958
- Diretto da: Hollingsworth Morse
- Scritto da: Ellis Kadison

### Trama
- Guest star: Billy Nelson (Happy O'Donlon), Ken Mayer (Jeffreis), Troy Melton (Sludge Whipple), Alan Wells (Tony Barrett), Francis DeSales (Phillip Brinkley), Alexander Lockwood (Carl Waldron), Jonathan Hole (Virgil Twinkham), Edward Binns (tenente William Larrabee)

## Short Haul
- Prima televisiva: 10 aprile 1958
- Diretto da: Hollingsworth Morse
- Scritto da: Ellis Kadison

### Trama
- Guest star: Lane Bradford (Sal Noonan), William Tannen (Bert Grady), Oliver McGowan (George Neate), John Cliff (Larry Donovan), Ross Elliott (Bill Reade), Don Beddoe (tenente Stone), Nan Leslie (Myrna O'Malley), Sean McClory (Ted O'Malley)

## Another Man's Poison
- Prima televisiva: 17 aprile 1958
- Diretto da: John Rich
- Scritto da: Donn Mullally

### Trama
- Guest star: Regis Toomey (tenente McGough), Zina Provendie (Mrs. Hastings), Paul Bryar (Donald Hastings), Craig Duncan (Matson), Claude Akins (Kenny Lambert), Phyllis Coates (Monica Freeborn)

## The Purple Penguin
- Prima televisiva: 24 aprile 1958
- Diretto da: John Rich
- Scritto da: Philip Saltzman

### Trama
- Guest star: Regis Toomey (tenente McGough), George Barrows (Roy), Manning Ross (Tony), John Eldredge (Red Brunter), Patricia Donahue (Bunny), Stacy Harris (Eddie Marquis), Kasey Rogers (Janet Marquis), Chick Chandler (Jimmy White)

## Lost Testament
- Prima televisiva: 1º maggio 1958
- Diretto da: Ted Post
- Scritto da: Ellis Kadison

### Trama
- Guest star: Regis Toomey (tenente McGough), Charles Cirillo (Shoemaker), Burt Nelson (Harry Hill), Charles Victor (Bart Saxon), Walter Barnes (Herbie Sanford), Garry Walberg (Chooch Johnson), Norma Moore (Louanne Manners), Francis DeSales (Charles Courtney), Jocelyn Brando (Celia Saxon), Bartlett Robinson (Paul Manners)

## The Percentage Takers
- Prima televisiva: 8 maggio 1958
- Diretto da: Ted Post
- Scritto da: William L. Stuart

### Trama
- Guest star: Caroline Richter (Blonde), Gloria Winters (Dixie Moore), Richard Reeves (Willie Gibson), Marc Platt (Norman King), Damian O'Flynn (Fats Waldren), Harry Harvey (Grady Smith), Jack Cassidy (Danny Fortune), Joyce Compton (cameriera)

## Widow's Walk
- Prima televisiva: 22 maggio 1958
- Diretto da: Richard Whorf
- Scritto da: Donn Mullally

### Trama
- Guest star: Jack Shea (ufficiale), Regis Toomey (tenente McGough), John Dennis (Anson), Charles Horvath (Miller), Thomas Browne Henry (Oliver Sands), Dorothy Green (Linda Sands), Christopher Dark (Rudi Trekhola)

## The Bungalow Murder
- Prima televisiva: 29 maggio 1958
- Diretto da: Richard Whorf
- Scritto da: Donn Mullally, Sidney Michaels

### Trama
- Guest star: John Mitchum (Harry Raven), Chet Stratton (Director), Mark Roberts (Rod Leighton), Bruce MacFarlane (Samuel Horton), Eddie Quillan (Mal Jones), Arthur Batanides (Chip Cooper), Marguerite Chapman (Norma Randall), Gordon Jones (Mike Gower)

## One Foot in the Grave
- Prima televisiva: 12 giugno 1958
- Diretto da: Mark Sandrich, Jr.
- Scritto da: Sidney Michaels

### Trama
- Guest star: Regis Toomey (tenente McGough), Clegg Hoyt (Masseur), Saul Gorss (Second Hood), Chris Alcaide (First Hood), Kipp Hamilton (Yvette Grenner), Robert Gist (Joe Quincy), Peggy Maley (Babs Fellin), Grant Richards (Charlie Blaine), Charles Lane (Kevin Anders)

## Snow Queen
- Prima televisiva: 26 giugno 1958
- Diretto da: Mark Sandrich, Jr.
- Scritto da: Ed Adamson

### Trama
- Guest star: Regis Toomey (tenente McGough), May Ediss (Alyce Gresham), George Meader (Otto Cramer), Robert Quarry (Larry), Zachary Charles (Woody), Phyllis Avery (Martha Shearing)